# Volvo S40
Volvo S40/V40, är en personbil tillverkad av Volvo Personvagnar i tre generationer med början från modellåret 1995.

## Första generationen (1995-2004)

### Fas I
Den första S40-modellen utvecklades och tillverkades i samarbete med Mitsubishis modell Carisma. Bilen ersatte Volvo 440/460-serien 7 september 1995 och tillverkades i Born i Nederländerna. Kombimodellen tillverkades under namnet Volvo V40 (se nedan). Modellen var den första att ha de nya namnbeteckningarna S/V och där V:et stod för versatility som betyder Mångsidighet.  Bilen skulle från början heta S4 men lades på is eftersom Audi tyckte namnet var för likt deras Audi S4. 
Motorerna som erbjöds tillhörde samma motorfamilj som den femcylindriga motorn i 850, men hade i det här utförandet 4 cylindrar. För turbomodellerna lånades växellådorna från 850, och fick därför andra växellägen (backen nedåt till höger) än de vanliga modellerna (som hade backen uppe till vänster). En 1,8-litersmotor som fanns i programmet var tillverkad av Mitsubishi och användes i deras modell Carisma som tillverkades i samma fabrik och på samma tekniska plattform.

### Fas II
Hösten 2000 kom en uppdaterad version av modellen, kallad Fas II. Den var förbättrad på 1800 olika punkter. Utseendemässiga yttre förändringar var nya längre framblinkers, längre sidoljus, ny front och bredare framskärmar. Invändigt gjordes reglage för ACC och radio om. Funktionellt sett var förändringarna bl.a. högre krocksäkerhet, bättre rostskydd, tystare kupé och förändrade motorer. 2,0T och T4 versionen gick att få med 5-stegs automatlåda.
2003 kom ytterligare en uppdatering av modellen. Skillnaden mot tidigare Fas II ses genom kromade lister och knapp på bakluckan. Invändigt är instrumentpanelen bytt mot en variant likadan som de större modellerna. Denna version hette i slutet av sin försäljningstid Classic.

### Motorprogram
Bensin
| Modellnamn  | Effekt (hk) | Vridmoment (Nm@rpm) | Volym (cm³) | Motormodell | Kommentar                                             |
| ----------- | ----------- | ------------------- | ----------- | ----------- | ----------------------------------------------------- |
| 1.6         | 100         | -                   | 1588        | B4164 S     | 4-cylindrig sugmotor 1.23                             |
| 1.6         | 109         | 145@4000            | 1587        | B4164 S2    | 4-cylindrig sugmotor                                  |
| 1.8         | 118         | -                   | 1783        | B4184 S     | 4-cylindrig sugmotor                                  |
| 1.8         | 122         | 170@4000            | 1783        | B4184 S2    | 4-cylindrig sugmotor                                  |
| 1.8i        | 125         | 174@3750            | 1834        | B4184 SJ    | 4-cylindrig direktinsprutad sugmotor (Mitsubishi GDI) |
| 2.0         | 140         | -                   | 1948        | B4204 S     | 4-cylindrig sugmotor                                  |
| 2.0         | 136         | 190@4000            | 1948        | B4204 S2    | 4-cylindrig sugmotor                                  |
| 2.0T Fas1   | 160         | 240@-               | 1948        | B4204 T     | 4-cylindrig turbomotor                                |
| 2.0T Fas1.5 | 160         | 230@-               | 1948        | B4204 T2    | 4-cylindrig turbomotor                                |
| 2.0T Fas2   | 165         | 240@1800-4500       | 1948        | B4204 T3    | 4-cylindrig turbomotor                                |
| T4 Fas1     | 200         | 300@-               | 1855        | B4194 T     | 4-cylindrig turbomotor                                |
| T4 Fas1.5   | 200         | 300@-               | 1855        | B4194 T2    | 4-cylindrig turbomotor                                |
| T4 Fas2     | 200         | 300@2500-4000       | 1948        | B4204 T5    | 4-cylindrig turbomotor                                |

Diesel
| Modellnamn         | Effekt (hk) | Vridmoment (Nm@rpm) | Volym (cm³) | Motormodell | Kommentar                         |
| ------------------ | ----------- | ------------------- | ----------- | ----------- | --------------------------------- |
| 1.9d ? (199x-2001) | 95          | -                   | -           | D---- T     | 4-cylindrig dieselmotor med turbo |
| D (2001-2004)      | 102         | 215@1750-2500       | 1870        | D4192 T4    | 4-cylindrig dieselmotor med turbo |
| 1.9D (2001-2004)   | 115         | 265@1750-2500       | 1870        | D4192 T3    | 4-cylindrig dieselmotor med turbo |

## Tillverkad
| År    | Volvo S40 | Volvo V40 | Summa     |
| ----- | --------- | --------- | --------- |
| 1995  |           |           |           |
| 1996  |           |           |           |
| 1997  |           |           | ≈ 115 000 |
| 1998  |           |           | ≈ 150 000 |
| 1999  |           |           | 151 796   |
| 2000  |           |           | 158 218   |
| 2001  |           |           | 122 093   |
| 2002  |           |           | 108 020   |
| 2003  |           |           | 89 125    |
| 2004  |           |           | 27 988    |
| Summa | 602 910   | 423 491   | 1 026 401 |

## Andra generationen (2003-2012) S40/V50
Den andra generationen utvecklades av Volvo själva. Den har dock flera komponenter gemensamt med koncernsyskonen Ford Focus och Mazda 3, bilen bygger även på samma plattform som Volvo C30 och V50 (se nedan) samt nya versionen av Volvo C70. Bilen tillverkades i Volvo-fabriken i Gent i Belgien. 

### Ansiktslyft (2007)
2007 (modellår 2008) lanserade Volvo ett "facelift" av den andra generation,som fick en ny front (S40 fick en front med endast ett luftintag medan V50 istället fick tre uppdelade luftintag i fronten), nya fram- och bakljus, sportigare utseende samt en uppdaterad interiör med fler smarta stuvutrymmen. Även två reflexer på bakre stötfångaren.
Volvo räknar med att sälja 75 000 S40/år varav 1/3 går till USA.
Motor- och drivlinenyheterna är få, men de som finns är att T5 fick 10 hästkrafter mer, till 230 hk samt att man kan välja manuell växellåda till D5-motorn som då får ökat vridmoment från 350 till 400 Nm.

### DRIVe
Hösten 2008 introducerade Volvo sina första snåltrimmade bilar med tilläggsnamnet DRIVe.
Först ut blev Volvo C30, S40 och V50 DRIVe med 1.6D motorn. Bilar som tack vare en mängd åtgärder på bilarna och drivlinan togs ned i bränsleförbrukning så att utsläppen av koldioxid kom under den svenska gränsen för att klassas som miljöbil (120 g/km). Volvo C30 drar i detta utförande 4,4 l/100 km och släpper ut 115 g/km medan S40 och V50 drar 4,5 l/100 km och släpper ut 118 g/km. Med detta kunde Volvo benämna både C30 och V50 som "snålast i klassen" medan S40 anses ha direkta konkurrenter som ligger på samma eller lägre nivå.
Åtgärderna bakom denna sänkning av bränsleförbrukningen från 5,0 till 4,5 l/100 km för S40/V50 innefattade ett flertal ändringar på bilarna. För att förbättra dess aerodynamik är bland annat bilarnas chassi sänkt 10 mm, övre luftintaget i grillen är delvis täckt, bilarna har fått effektivare främre spoiler och vindavvisare framför framhjulen samt bilarna har unika fälgar med optimerad aerodynamik. För att minska bilarnas rullmotstånd är de utrustade med lättrullande däck. Bilens 5-växlade manuella växellåda använder en ny olja som ger mindre friktion, utväxlingarna på växel 3–5 har ändrats för att sänka motorns varvtal och föraren får hjälp med att växla optimalt genom en växlingsindikator. Motorns styrmjukvara är modifierad för att minimera bränsleförbrukningen med de nya förutsättningar som bland annat förbättringarna på bilens aerodynamik och rullmotstånd medgivit. Sist men inte minst har bilarnas elektrohydrauliska servostyrning optimerats om för att minska förbrukningen av elektricitet.
Ett omfattande jobb låg alltså redan bakom denna första version av S40/V50 DRIVe, men ändå fanns många potentiella förbättringar kvar att göra. Bland annat fick S40/V50 inte de plana panelerna under golvet som C30 fick och som ytterligare sänkte luftmotståndet på den modellen.
Ytterligare åtgärder för sänkt bränsleförbrukning som skulle komma att implementeras på en ny version av DRIVe var start/stopp-automatik för motorn och regenerativ laddning vid bromsning.
Just dessa effektiviseringar är införda på den nya DRIVe-version av C30, S40 och V50 som presenterades i ett pressmeddelande den 24 februari 2009.
I detta gjorde Volvo det officiellt att Volvo C30, S40 och V50 1.6D DRIVe från och med våren 2009 vid sidan av den redan tillgängliga DRIVe-versionen kommer erbjuda en version med start/stopp-funktion och regenerativ bromsning adderad. Detta är åtgärder som enligt de senaste uppgifterna från Volvo sänker bränsleförbrukningen ned till 3,9 l/100 km och koldioxidutsläpp om 104 g/km för alla tre modellerna C30, S40 och V50. Troligtvis innebär detta att de plana panelerna under golvet som tidigare endast fanns på C30 DRIVe nu även finns på S40 och V50, eftersom detta är enda uppenbara förklaringen till hur S40/V50 nu kom ned till samma låga förbrukning som C30 med samma teknik.

### Motorprogram
Motorerna i S40, V50 och C30 är dels hämtade från Ford (4-cylindriga motorer), dels modifierade versioner av de 5-cylindriga motorer som används i Volvo S60/V70/S80. Skillnaderna för de 5-cylindriga motorerna består i att en del av hjälpaggregaten runt motorn har flyttats om för att få plats i den något mindre S40/V50-modellen.
Etanolkonverterade motorer med 1,8 och 2,0 liters volym har också funnits på bland annat den svenska marknaden. De är båda tillverkade av Ford.  
De femcylindriga motorerna kom även att användas i Ford Focus som byggde på samma plattform. 
Bensinmotorer
| Modellnamn         | Effekt (hk) | Vridmoment (Nm@rpm) | Volym (cm³) | Motormodell | Manuell/ Automat | Bränsleförbr.(Stad,Landsv.,Blandad)   | Kommentar                     |
| ------------------ | ----------- | ------------------- | ----------- | ----------- | ---------------- | ------------------------------------- | ----------------------------- |
| 1.6                | 100         | 150/4000            | 1596        | B4164S3     | M5/-             | (man) 9,5/5,8/7,2                     | 4-cylindrig sugmotor          |
| 2.0                | 145         | 185/4500            | 1999        | B4204S3     | M5/-             | (man) 10,2/5,7/7,4                    | 4-cylindrig sugmotor          |
| T5 (2010- )        | 230         | 320/1500-5000       | 2521        | B5254T7     | -/A5             | (aut) -/-/9,0                         | 5-cylindrig turbobensinmotor  |
|                    |             |                     |             |             |                  |                                       |                               |
| 1.8 (2004-2009)    | 125         | 165/4000            | 1798        | B4184S11    | M5/-             | (man) 10,1/5,7/7,3                    | 4-cylindrig sugmotor          |
| 2.4                | 140         | 220/4000            | 2435        | B5244S      | M5/A5            | (man) 13,2/6,7/9,1                    | 5-cylindrig sugmotor          |
| 2.4i               | 170         | 230/4400            | 2435        | B5244S4     | M5/A5            | (man) 12,4/6,6/8,5 (aut) 13,2/6,7/9,1 | 5-cylindrig sugmotor          |
| T5 (2004-2007)     | 220         | 320/1500-4800       | 2521        | B5254T7     | M6/A5            | (man) 12,5/6,4/8,7 (aut) 13,7/6,9/9,4 | 5-cylindrig turbo-bensinmotor |
| T5 AWD (2004-2007) | 220         | 320/1500-4800       | 2521        | B5254T7     | M6/A5            | (man) -/-/- (aut) -/-/-               | 5-cylindrig turbo-bensinmotor |
| T5 (2007-2010)     | 230         | 320/1500-5000       | 2521        | B5254T7     | M6/A5            | (man) -/-/8,7 (aut) -/-/9,4           | 5-cylindrig turbo-bensinmotor |
| T5 AWD (2007-2010) | 230         | 320/1500-5000       | 2521        | B5254T7     | M6/A5            | (man) -/-/9,6 (aut) -/-/10,1          | 5-cylindrig turbo-bensinmotor |

Dieselmotorer
| Modellnamn             | Effekt (hk) | Vridmoment (Nm@rpm) | Volym (cm³) | Motormodell | Manuell/ Automat      | Bränsleförbr Stad,Landsv.,Blandad   | Kommentar                              |
| ---------------------- | ----------- | ------------------- | ----------- | ----------- | --------------------- | ----------------------------------- | -------------------------------------- |
| D2 DRIVe (2010- )      | 115         | 270/1750            | 1560        | D4162T      | M6/-                  | (man) -/-/3,8                       | 4-cylindrig turbodieselmotor (Euro 5)  |
| D2 (2010- )            | 115         | 270/1750            | 1560        | D4162T      | M6/-                  | (man) -/-/4,3                       | 4-cylindrig turbo-dieselmotor (Euro 5) |
| D3 (2010- )            | 150         | 350/1500-2750       | 1984        | D5204T5     | M6/A6                 | (man) -/-/5,1                       | 5-cylindrig turbo-dieselmotor (Euro 5) |
| D4 (2010- )            | 177         | 400/1750-2750       | 1984        | D5204T      | M6/A6                 | (man) -/-/5,1                       | 5-cylindrig turbo-dieselmotor (Euro 5) |
|                        |             |                     |             |             |                       |                                     |                                        |
| 1.6D                   | 109         | 240/1750            | 1560        | D4164T      | M5/-                  | (man) 6,3/4,3/5,0                   | 4-cylindrig turbo-dieselmotor (Euro 4) |
| 1.6D DRIVe             | 109         | 240/1750            | 1560        | D4164T      | M5/-                  | (man) 5,7/3,8/4,5                   | 4-cylindrig turbo-dieselmotor (Euro 4) |
| 1.6D DRIVe Start/Stopp | 109         | 240/1750            | 1560        | D4164T      | M5/-                  | (man) 4,9/3,6/3,9                   | 4-cylindrig turbo-dieselmotor (Euro 4) |
| 2.0D                   | 136         | 320/2000            | 1997        | D4204T      | M5/M6/A6 (Powershift) | (man) 7,6/4,8/5,8 (aut) 7,8/5,0/6,0 | 4-cylindrig turbo-dieselmotor (Euro 4) |
| D5 automat             | 180         | 350/1750-3250       | 2400        | D5244T8     | A5                    | (aut) 9,7/5,4/7,0                   | 5-cylindrig turbo-dieselmotor (Euro 4) |
| D5 manuell             | 180         | 400/2000-2750       | 2400        | D5244T13    | M6                    | (man) 8,4/4,9/6,2                   | 5-cylindrig turbo-dieselmotor (Euro 4) |

Övriga motorer
| Modellnamn       | Effekt (hk) | Vridmoment (Nm@rpm) | Volym (cm³) | Motormodell | Manuell/Automat | Kommentar                                      |
| ---------------- | ----------- | ------------------- | ----------- | ----------- | --------------- | ---------------------------------------------- |
| 2.0F (2009-2010) | 145         | 185@4500            | 1999        | B4204S4     | M5/-            | 4-cylindrig bensin-/E85(etanol) flexifuelmotor |
|                  |             |                     |             |             |                 |                                                |
| 1.8F (2004-2009) | 125         | 165@4000            | 1798        | B4184S8     | M5/-            | 4-cylindrig bensin-/E85(etanol) flexifuelmotor |

## Tillverkad
| År    | Volvo S40 | Volvo V50 | Summa    |
| ----- | --------- | --------- | -------- |
| 2004  |           |           |          |
| 2005  |           |           |          |
| 2006  |           |           |          |
| 2007  |           |           |          |
| 2008  | 46 512    | 62 190    | 108 702  |
| 2009  | 33 947    | 52 208    | 86 155   |
| 2010  |           |           |          |
| 2011  | 24 180    | 46 349    | 70 529   |
| 2012  | ≈ 12 354  | ≈ 30 246  | ≈ 42 600 |
| Summa |           |           |          |

### V50
Volvo V50 är kombiversionen av andra generationens Volvo S40. Den tillverkades precis som S40 i Belgien. Den är 2009 Sveriges mest sålda bilmodell.

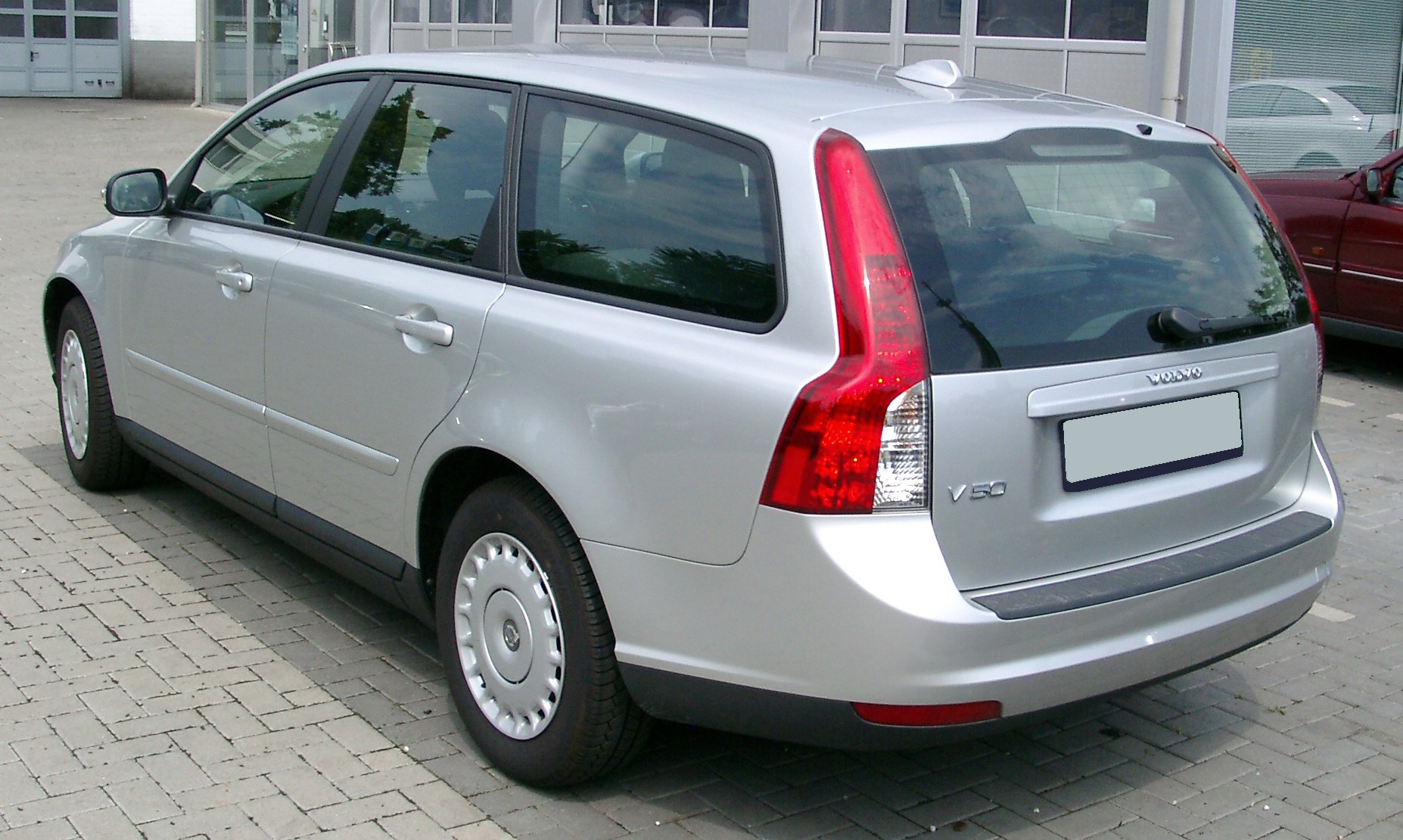
Volvo V50.

## Tredje generationen Volvo V40 (2012-2019)
(För tillfället finns info om denna bil utspridd på två olika Wikipedia-artiklar. Länk till den andra artikeln: Volvo_V40)
På Internationella bilsalongen i Genève i mars 2012 introducerade Volvo den tredje generationen i 40-serien. Först ut blir halvkombimodellen V40.  Produktionen startades i maj 2012 vid Volvo-fabriken i Gent i Belgien.
Trots att modellbeteckningen för tankarna till en kombi, är nya V40 en halvkombi i "Golfklassen". En Cross Country-modell med förhöjd markfrigång finns också tillgänglig. 

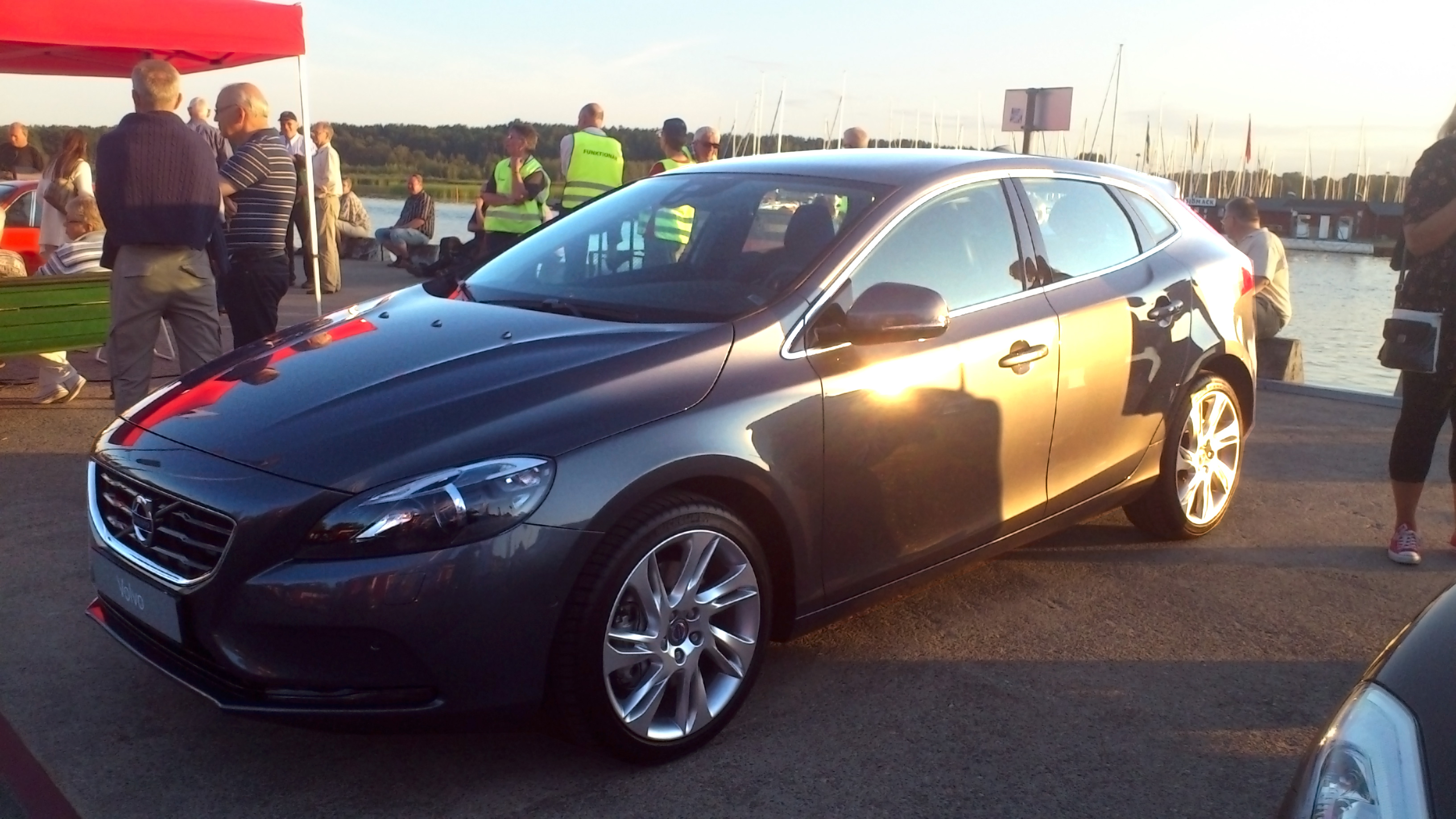
En Volvo V40 av 2013 årsmodell i hamnen i Nyköping.

### Motorprogram
Bensinmotorer
| Modellnamn | Effekt (hk) | Vridmoment (Nm@rpm) | Volym (cm³) | Motormodell | Manuell/ Automat | Bränsleförbr.(Stad,Landsv.,Blandad) | Kommentar               |
| ---------- | ----------- | ------------------- | ----------- | ----------- | ---------------- | ----------------------------------- | ----------------------- |
| T2         | 120         | 240/1600-3000       | 1596        | B4164T2     | M6/-             | (man) -/-/5,3                       | Fyrcylindrig turbomotor |
| T3         | 150         | 240/1600-4000       | 1596        | B4164T3     | M6/-             | (man) -/-/5,8                       | Fyrcylindrig turbomotor |
| T4         | 180         | 240/1600-5000       | 1596        | B4164T      | M6/A6            | (man) -/-/5,9                       | Fyrcylindrig turbomotor |
| T4         | 180         | 300/2700-4000       | 1984        | B5204T8     | -/A6             | (aut) -/-/-                         | Femcylindrig turbomotor |
| T5         | 213         | 300/2700-5000       | 1984        | B5204T9     | -/A6             | (aut) -/-/7,6                       | Femcylindrig turbomotor |
| T5         | 254         | 360/1800-4200       | 2497        | B5254T12    | -/A6             | (aut) -/-/7,9                       | Femcylindrig turbomotor |

Dieselmotorer
| Modellnamn | Effekt (hk) | Vridmoment (Nm@rpm) | Volym (cm³) | Motormodell | Manuell/Automat | Bränsleförbr. (Stad,Landsv.,Blandad) | Kommentar                |
| ---------- | ----------- | ------------------- | ----------- | ----------- | --------------- | ------------------------------------ | ------------------------ |
| D2         | 115         | 270/1750-2500       | 1560        | D4162T      | M6/-            | (man) -/-/3,6                        | Fyrcylindrig turbodiesel |
| D3         | 150         | 350/1500-2750       | 1984        | D5204T6     | M6/A6           | (man) -/-/4,4                        | Femcylindrig turbodiesel |
| D4         | 177         | 400/1750-2750       | 1984        | D5204T4     | M6/A6           | (man) -/-/4,4                        | Femcylindrig turbodiesel |

## Tillverkad
| År    | Volvo V40 | Volvo V40 Cross Country | Summa     |
| ----- | --------- | ----------------------- | --------- |
| 2012  |           |                         |           |
| 2013  |           |                         |           |
| 2014  | ≈ 84 771  | ≈ 26 093                | ≈ 110 864 |
| 2015  | ≈ 83 357  | ≈ 23 274                | ≈ 106 631 |
| 2016  | ≈ 101 380 |                         |           |
| 2017  | ≈ 95 370  |                         |           |
| 2018  | ≈ 77 587  |                         |           |
| 2019  | ≈ 51 542  |                         |           |
| 2020  | ≈ 3 394   |                         |           |
| Summa |           |                         |           |